# Il Boemo
Il Boemo è un film del 2022 diretto da Petr Václav, ispirato alla vita del compositore Josef Mysliveček e in particolare alla sua carriera in Italia. Secondo la nota di regia, "Il film racconta la storia di questo grande artista a cui l’Italia ha dato tutto, immaginando quei passaggi della sua vita andati perduti attraverso i fatti storici, con l’intento di ricostruire fedelmente lo spirito del suo tempo e la ricchezza dell’Italia che a quell’epoca fiorisce di corti e repubbliche desiderose di eccellere".
Ha debuttato al Festival Internazionale del Cinema di San Sebastian il 19 settembre 2022. È stata selezionata come candidata ceca per il miglior film internazionale agli Oscar 2022 e ha partecipato al Festival del Cinema Italiano di Lisbona.

## Tratto
L’Italia nella seconda metà del Settecento è la capitale della musica, dove arrivano artisti e compositori da tutta Europa in cerca di successo nei teatri famosi. L’artista più celebre del momento è il figlio di un mugnaio boemo di Praga, Josef Mysliveček, detto "Il Boemo" per via del suo cognome ceco quasi impossibile da pronunciare in italiano. Compone numerose opere serie, oratori, oltre a sinfonie, concerti, e musica da camera, ottenendo un successo straordinario nel mondo dell’opera lirica, sognato anche dal suo giovane amico e ammiratore Wolfgang Amadeus Mozart. Mysliveček compone per i cantanti più acclamati dell'epoca, tra cui Caterina Gabrielli, Luigi Marchesi, Anton Raaff, Lucrezia Aguiari, e altri.

## Musica
Ogni scena è accompagnata da una scelta musicale di Mysliveček, che comprende anche intere scene delle sue opere: Il Bellerofonte, Romolo ed Ersilia, Demetrio, L'Olimpiade. La musica del film è stata registrata dall'orchestra barocca di Praga Collegium 1704 diretta da Václav Luks, con solisti internazionali: Simona Šaturová (voce cantata di Caterina Gabrielli), Emöke Baráth, Raffaella Milanesi, Philippe Jaroussky, Krystian Adam, Giulia Semenzato, Juan Sancho, Luca Giardini e altri.

## Riprese
Le riprese sono state effettuate a Praga, Brno, Venezia, Como, Genova, Roma, Napoli e Palermo.